# Hystricia albimana
Hystricia albimana là một loài ruồi trong họ Tachinidae.